# Pachylomalus javanus
Pachylomalus javanus är en skalbaggsart som först beskrevs av Ludwig Redtenbacher 1867.  Pachylomalus javanus ingår i släktet Pachylomalus och familjen stumpbaggar. Inga underarter finns listade i Catalogue of Life.